# Transports dans les Côtes-d'Armor
Historiquement éloigné des grands axes de transport, comme le reste de la Bretagne, mais doté d'une longue façade maritime, le département des Côtes-d'Armor a donné une place importante au transport maritime puis, dans la seconde moitié du XXe siècle, au transport aérien. Mais le plan routier breton à partir des années 1970, puis l'électrification du chemin de fer de Rennes à Brest et l'arrivée du TGV au début des années 1990, ont permis une forte amélioration de l'accessibilité au département par les transports terrestres. À l'axe Rennes-Lamballe-Saint-Brieuc-Guingamp-Brest,  bien desservi, s'oppose désormais le pays de Lannion, dans une situation de cul-de-sac, et surtout le sud du département, aux infrastructures de transport moins développées.

## Transport routier

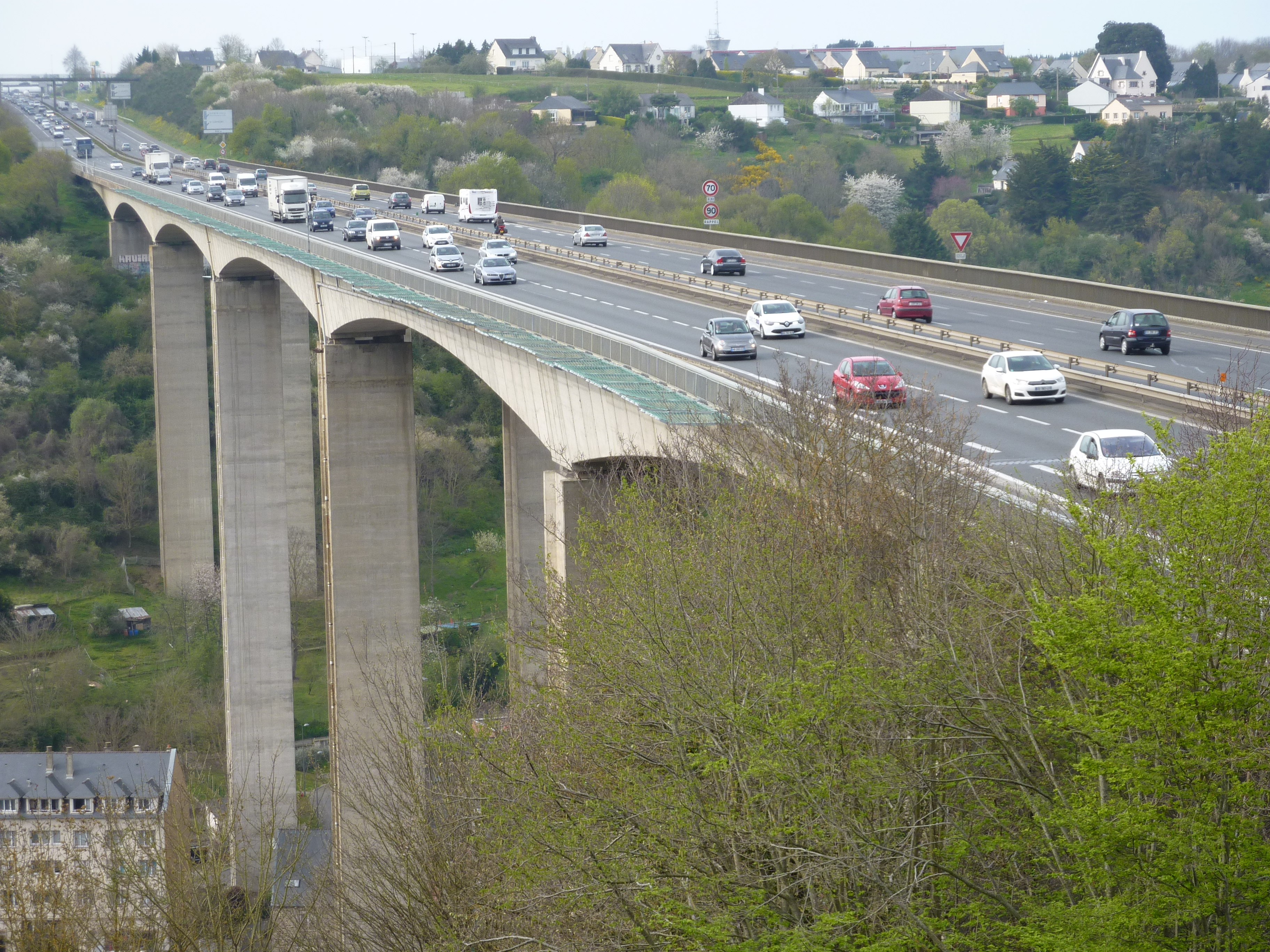
Le viaduc du Gouët sur le RN 12 entre Saint-Brieuc et Plérin.

### Infrastructures routières
La route nationale 12 constitue l'axe routier principal du département. Arrivant de Rennes au sud-est, elle dessert notamment Lamballe, Saint-Brieuc et Guingamp, et se poursuit jusqu'à Morlaix et Brest. La route nationale 176, qui donne accès à la région de Saint-Malo et à la Normandie, et la route départementale 767 (ex-RN 167) vers Lannion peuvent être considérées comme des antennes de cet axe. Ces trois routes  ont été aménagées en voies rapides à 2x2 voies dans le cadre du plan routier breton, et sont aujourd'hui circulables à 110 km/h sur la plus grande partie de leur longueur.
A l'inverse, les principaux axes du sud du département ne sont que progressivement aménagés à 2x2 voies. La route nationale 164, en provenance de Rennes, dessert Loudéac et Rostrenen et se poursuit vers Carhaix-Plouguer et Châteaulin. La route départementale 700 (ex-RN 778) relie Saint-Brieuc à Loudéac et au département du Morbihan.

### Transport collectif de voyageurs
Les Côtes-d'Armor sont desservies par le réseau régional de transport routier BreizhGo (anciennement Ti'Bus), qui exploite 23 lignes régulières dans le département. Des gares routières sont présentes à Saint-Brieuc, Lannion, Guingamp, Dinan et Lamballe.

### Covoiturage et autopartage
L'application de covoiturage OuestGo, développée par les collectivités locales bretonnes, est disponible dans le département.

## Transport ferroviaire

### Historique

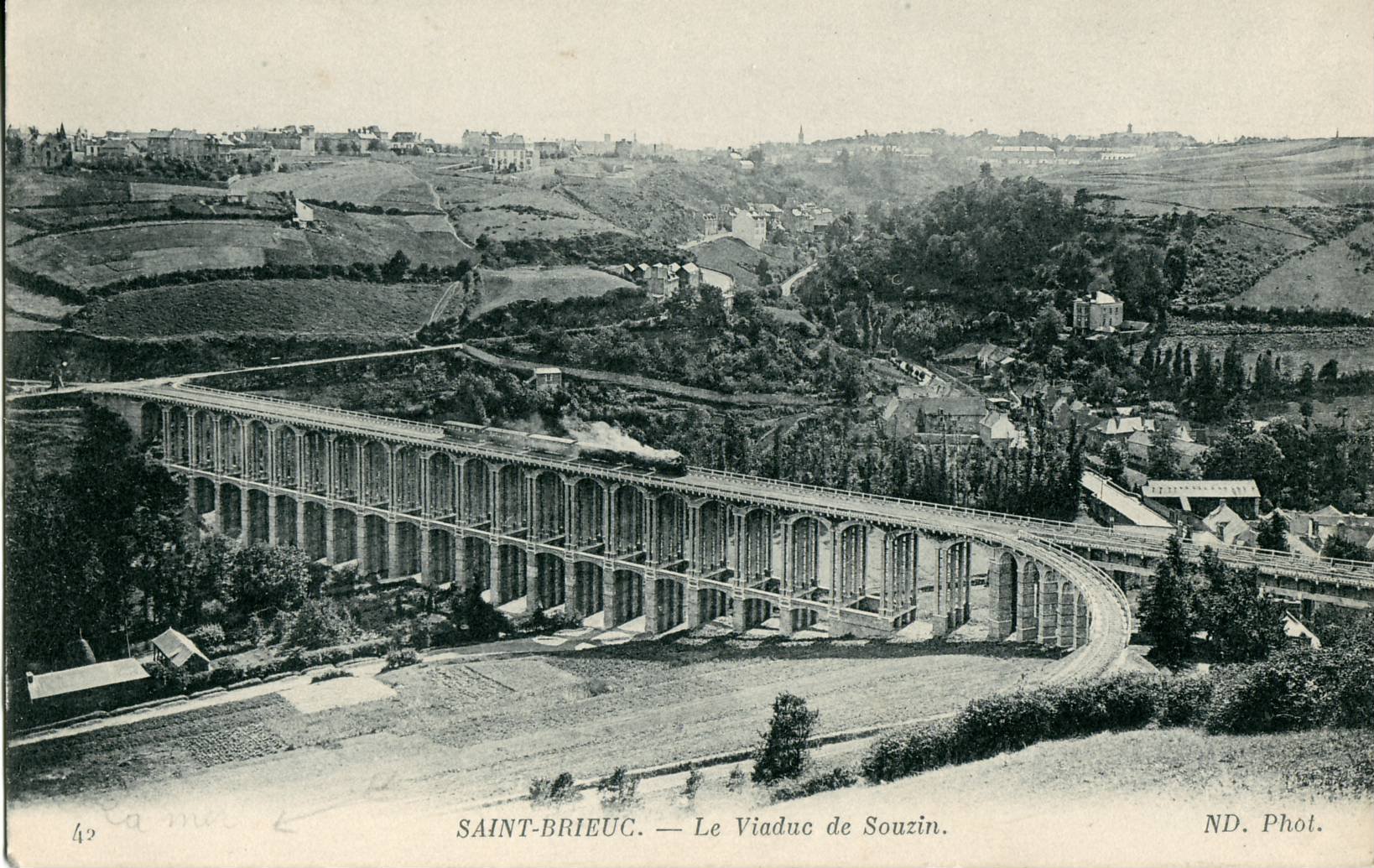
Le viaduc de Souzain des Chemins de fer des Côtes-du-Nord.

La première ligne de chemin de fer a ouvert en 1863 entre Rennes, Saint-Brieuc et Guingamp et a été prolongée deux ans plus tard vers Brest. Le réseau d’intérêt général du département a essentiellement été développé par la Compagnie des chemins de fer de l'Ouest. A la fin du XIXe siècle, le chemin de fer d’intérêt général à écartement standard atteignait notamment Lannion, Dinan et Loudéac, tandis que le centre-ouest de la Bretagne était desservi par le réseau breton à écartement métrique, qui reliait Carhaix-Plouguer à Loudéac d'une part et à Guingamp et Paimpol d'autre part.
Les Côtes-d'Armor ont également été desservies à partir de 1905 par un dense réseau de chemins de fer d’intérêt local, exploité par les Chemins de fer des Côtes-du-Nord. Ce réseau a totalement disparu en 1956.
|                                             |
| Le réseau ferroviaire à son apogée en 1928. |

|                                     |
| Le réseau ferroviaire de nos jours. |

|                                                    |
| Carte animée de l’évolution du réseau ferroviaire. |

### Situation actuelle

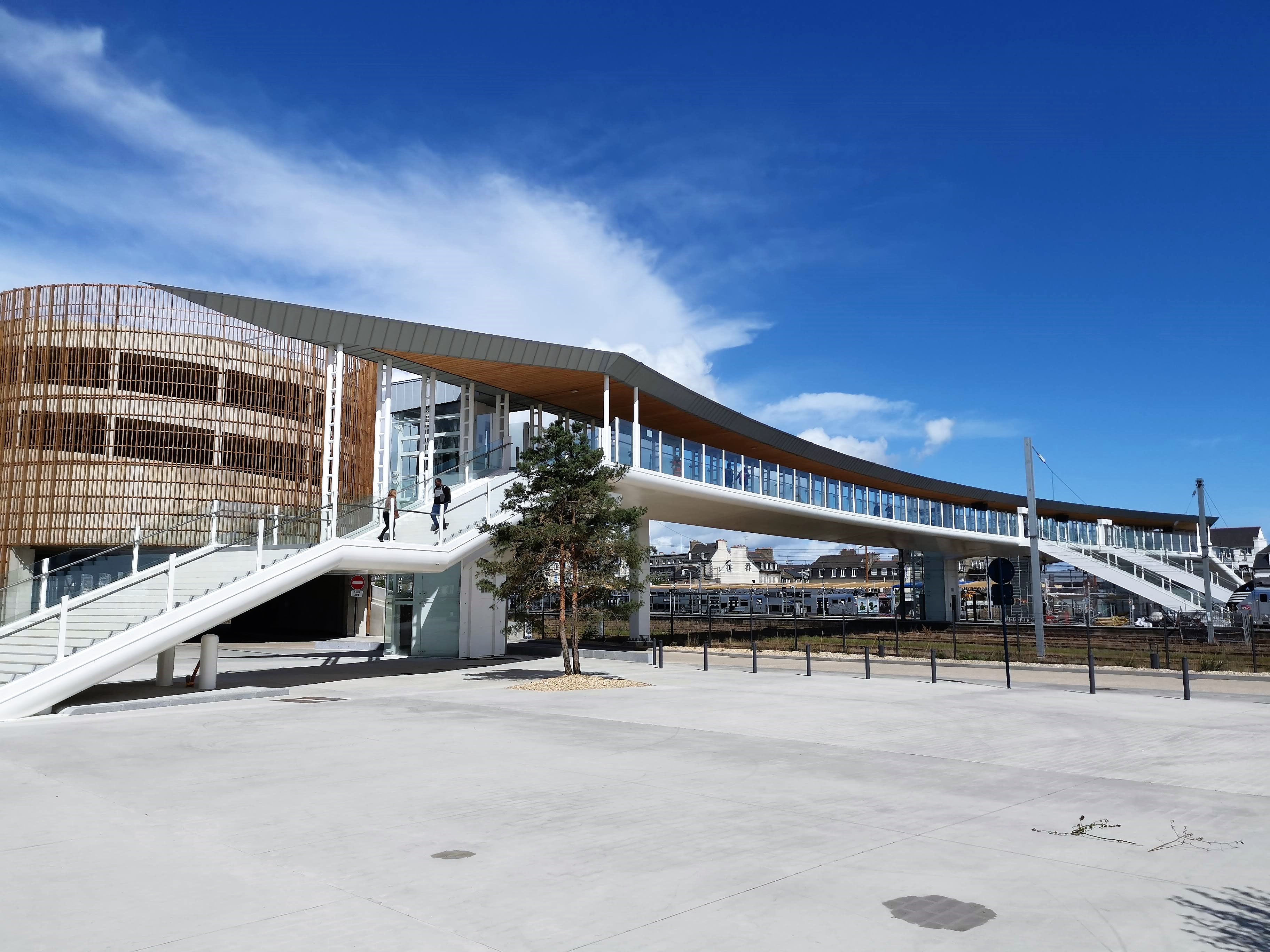
La passerelle du nouveau pôle d'échange multimodal de la gare de Saint-Brieuc.

Avec 1 340 000 voyageurs en 2019, la gare de Saint-Brieuc est la principale gare du département. 
Les Côtes-d'Armor sont traversées par la ligne de Paris-Montparnasse à Brest, principal axe ferroviaire du département, parcouru par des trains Breizhgo (TER Bretagne) et des TGV reliant principalement Paris à Brest. Les lignes de Lison à Lamballe et de Plouaret à Lannion, à voie unique, ont un rôle plus régional, même si la seconde a été électrifiée pour permettre à quelques TGV d'atteindre Lannion. Les lignes de Guingamp à Paimpol et de Guingamp à Carhaix sont les deux dernières conservées du réseau breton, mises à écartement standard.

## Transport maritime
Bien qu'historiquement tourné vers la mer, le département, situé entre les grands ports de commerce de Brest et Saint-Malo, ne génère plus un trafic maritime important. Le principal port est celui du Légué, près de Saint-Brieuc.

## Transport aérien
Éloigné du reste du territoire français par des transports terrestres peu performants, le territoire des Côtes-d'Armor a tâché de sortir de son isolement grâce au transport aérien. Le département compte deux aéroports (Saint-Brieuc Armor et Lannion), plusieurs fois agrandis au cours de la seconde moitié du XXe siècle, et un aérodrome (Dinan - Trélivan), sans compter les deux aéroports très proches de Saint-Malo-Dinard-Pleurtuit et Morlaix Ploujean. 
Toutefois, concurrencés par le TGV, ces aéroports ont vu leur fréquentation chuter au début du XXIe siècle et ne sont plus desservis par aucune ligne commerciale régulière. Pour trouver des vols réguliers, les Costarmoricains doivent désormais se reporter sur les aéroports de Brest-Bretagne et Rennes-Bretagne.

## Transports en commun urbains et périurbains

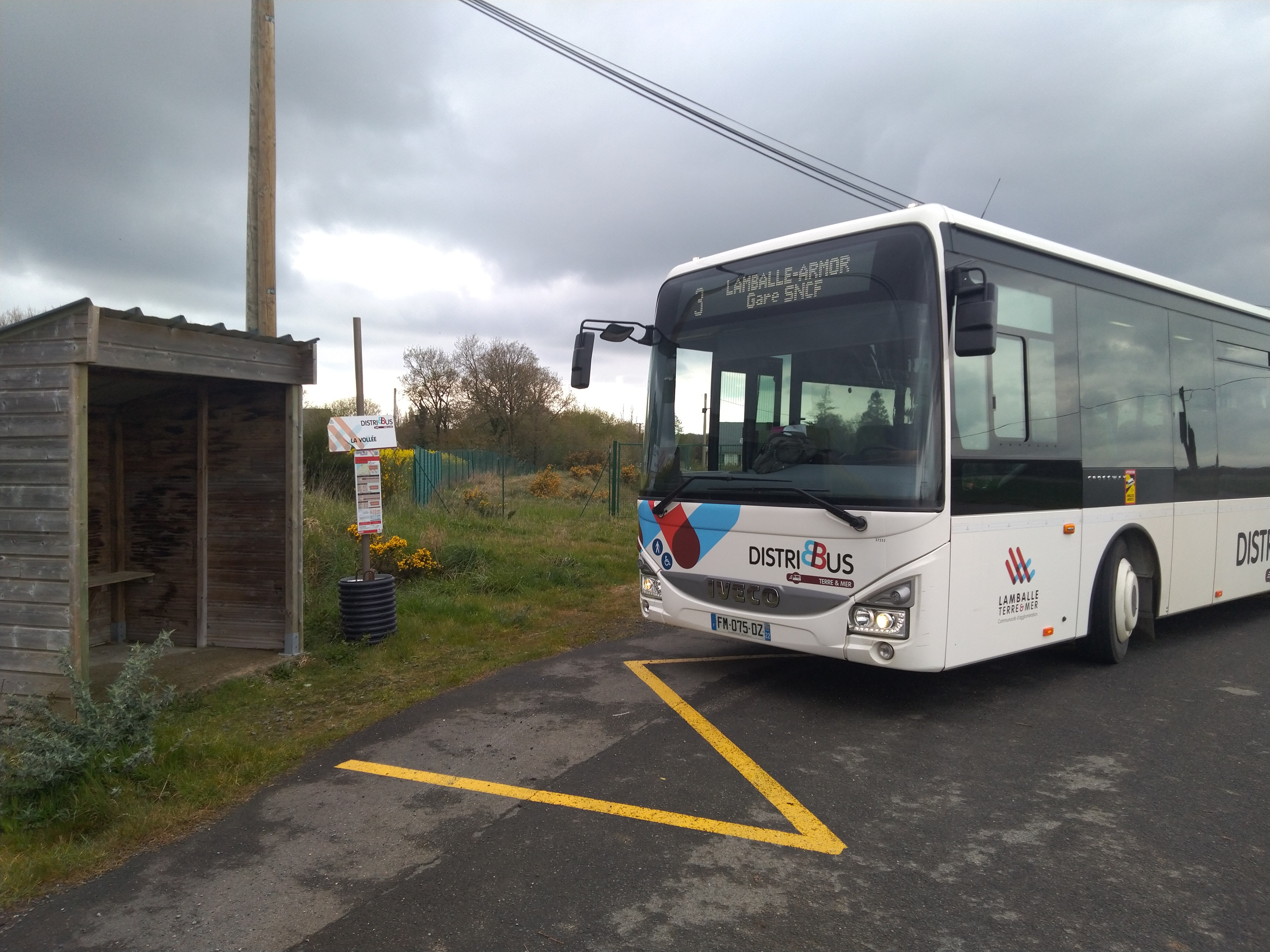
Un bus du réseau Distribus de la communauté d'agglomération Lamballe Terre et Mer.

Lannion-Trégor Communauté, Guingamp-Paimpol Agglomération, Saint-Brieuc Armor Agglomération, Lamballe Terre et Mer et Dinan Agglomération sont autorités organisatrices de la mobilité sur leurs territoires, qui couvrent la quasi-totalité de la moitié nord du département. Toutefois, seule Saint-Brieuc Armor Agglomération organise des lignes régulières couvrant toutes les communes de son ressort territorial. Seuls des bus et autocars circulent dans ces territoires, mais les Transports urbains briochins prévoient l'ouverture prochaine d'une ligne de bus à haut niveau de service (BHNS).

## Modes doux
Le département est traversé par plusieurs voies vertes et véloroutes, et par l'EuroVelo 4. 
La Fédération française de la randonnée pédestre (FFRP) a balisé 4 sentiers de grande randonnée dans le département : GR 34 (qui longe la côte bretonne), GR 34a (embranchement du précédent), GR 37 (de Vitré à Douarnenez) et GR 341 (de Lanester au lac de Guerlédan).